# Nová Ves u Jarošova
Nová Ves u Jarošova è un comune della Repubblica Ceca facente parte del distretto di Svitavy, nella regione di Pardubice.